# Тихон
Ти́хон (от др.-греч. Τύχων — «удачливый») — мужское имя греческого происхождения.
Древние греки применительно к богу торговли и прибыли Гермесу изредка употребляли эпитет «тихон», подчеркивая тем самым, что он «удачливый», «попадающий в цель».
На Русь попало с христианством из Византии.
В России имя было популярно среди простых сословий; с 1920-х годов используется в основном как монашеское. Тогда же появился термин «тихоновщина», которым официальная советская пропаганда именовала идеологию «контрреволюционного православного духовенства», то есть тех, кто остался верен патриарху Тихону — в отличие от признанного обновленчества.
От имени произошла распространённая русская фамилия Тихонов.

## Именины
- Православные[1]: 7 апреля, 24 апреля, 27 мая, 29 июня, 9 июля, первое воскресенье после 12 июля (Петрова дня), 26 августа, 9 октября.

## Иноязычные аналоги
- нем. Tycho (известный носитель — Тихо Моммзен, младший брат знаменитого немецкого филолога-классика Теодора Моммзена)
- пол. Tychon
- лат. Tycho, Tychon
- др.-греч. Τύχων, греч. Τύχωνας
- фин. Teijo, Tyko
- эст. Tehvan, Tihhon
- вепс. Tišoi
- луговомар. Тикын
- нидерл. Tygo, Tycho
- швед. Tyko
- итал. Ticone, Tichon
- исп. Tico, Ticón
- кат. Ticó
- серб. Тихон
- укр. Тихон, Тихін, Тишко
- болг. Тихон, Тихо, Тишо
- бел. Ціхан
- англ. Tycho
- яп. ティーホン Tīhon
- чеш. Tichon